# Homoneura bilineella
Homoneura bilineella är en tvåvingeart som beskrevs av Frey 1927. Homoneura bilineella ingår i släktet Homoneura och familjen lövflugor. Inga underarter finns listade i Catalogue of Life.